# Frederick Andermann

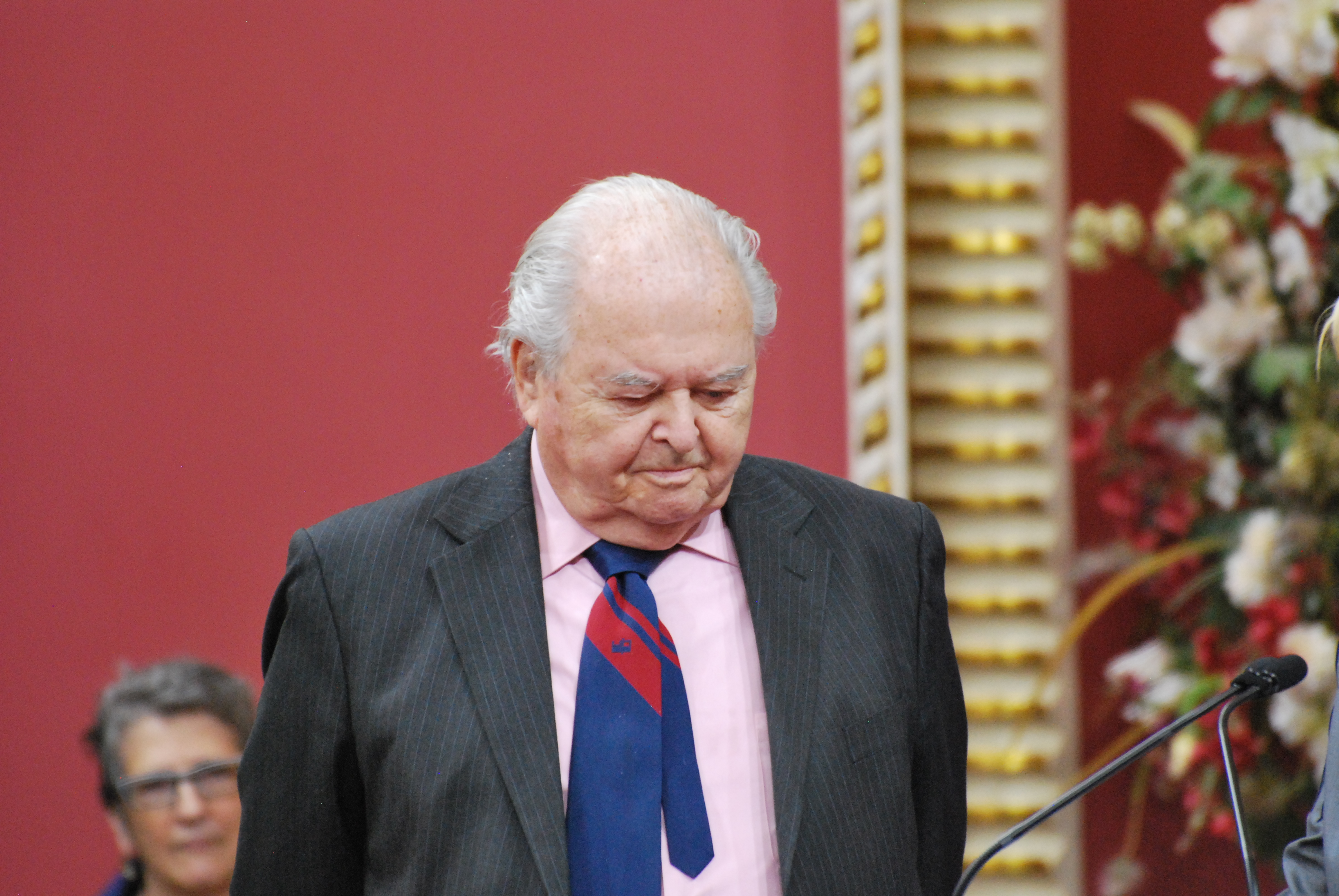
Frederick Andermann 2013

Frederick Andermann (* 26. September 1930 in Czernowitz, Königreich Rumänien, heute Ukraine; † 16. Juni 2019 in Montreal) war ein kanadischer Neurologe und  Epileptologe. Andermann war Professor an den Departments für Neurology, Neurosurgery und Pediatrics an der McGill University und arbeitete auf dem Gebiet der Epilepsie.
Er war mit der Neurologin und Epileptologin Eva Andermann verheiratet.

## Auszeichnungen
- 1989: „Ambassador for Epilepsy“ durch die Internationale Liga gegen Epilepsie (ILAE) und das Internationale Büro für Epilepsie (IBE)
- 1995: Forschungsanerkennungspreis der US-amerikanischen Epilepsiegesellschaft (American Epilepsy Society; AES) und Milken-Familienstiftung
- 1999: (Wilder) Penfield-Award der Kanadischen Liga gegen Epilepsie
- 2000: Lennox-Award der AES
- 2003: Prix Wilder-Penfield
- 2006: Officer of the Order of Canada
- 2011: Mitglied der Royal Society of Canada
- 2013: Offizier des Ordre national du Québec[1]
- 2015: „Lifetime Achievement Award“ durch die ILAE und das IBE

## Schriften
- mit Elio Lugaresi (Hrsg.): Migraine and Epilepsy. Butterworth, Boston/London/Durban u. a. 1987.
- mit Theodore Rasmussen: Chronic Encephalitis and Epilepsy: Rasmussen’s Syndrome. Butterworth-Heinemann, Boston/London/Oxford 1991.
- mit Anne Beaumanoir, Laura Mira u. a. (Hrsg.): Occipital Seizures and Epilepsies in Children (= Mariana Foundation Pediatric Neurology Series:. 1). Colloquium of the Pierfranco e Luisa Mariano Foundation. Libbey, London/Paris/Rom 1987.
- mit Simon D. Shorvon, D. R. Fish, Graeme M. Bydder, Hermann Stefan (Hrsg.): Magnetic Resonance Scanning and Epilepsy. Proceedings of a NATO Advanced Research Workshop on Advanced Magnetic Resonance and Epilepsy, 1.–3.  Oktober 1992. Plenum Press (New York, Springer Science + Business Media), New York/London 1987.
- mit Jean Aicardi, Federico Vigevano (Hrsg.): Alternating Hemiplegia of Childhood (= International Review of Child Neurology Series). Raven Press, New York 1987.
- mit Renzo Guerrini, Raffaello Canapicchi u. a. (Hrsg.): Dysplasias of Cerebral Cortex and Epilepsy. Lippincott/Raven, Philadelphia/New York 1987.
- mit Anne Beaumanoir, Giuliano Avanzini, Laura Mira (Hrsg.): Falls in Epileptic and Non-epileptic Seizures During Childhood (= Mariani Foundation Paediatric Neurology. 6). Libbey, London/Paris/Rom/Sydney 1987.
- mit Gabriella Gobbi, Stefania Naccarato, Giacomo Banchini (Hrsg.): Epilepsy and other Neurological Disorders in Coeliac Disease. Libbes, London/Paris/Rom/Sydney 1987.
- mit Benjamin G. Zifkin, Anne Beaumanoir, A. James Rowan (Hrsg.): Reflex Epilepsies and Reflex Seizures (= Advances in Neurology. Vol 75). Lippincott/Raven, Philadelphia/New York 1987.
- mit Hermann Stefan, Patrick Chauvel, Simon D. Shorvon (Hrsg.): Plasticity in Epilepsy. Dynamic Aspects of Brain Function (= Advances in Neurology. Vol 81). Lippincott Williams & Wilkins, Philadelphia/Baltimore/New York u. a. 1987.
- mit Roberto Spreafico, Giuliano Avanzini (Hrsg.): Abnormal Cortical Development and Epilepsy. From Basic to Clinical Science (= Mariani Foundation Paediatric Neurology. 7). Libbey, London 1987.
- mit Renzo Guerrini, Jean Aicardi, Mark Hallett (Hrsg.): Epilepsy and Movement Disorders. Cambridge University Press, Cambridge/New York/Port Melbourne u. a. 2002.
- mit Anne Beaumanoir, Patrick Chauvel u. a. (Hrsg.): Frontal Lobe Seizures and Epilepsies in Children (= Mariani Foundation Paediatric Neurology. 11). Libbey Eurotext, Montrouge 2003.
- mit Edouard Hirsch, Patrick Chauvel u. a. (Hrsg.): Generalized Seizures: From Clinical Phenomenology to underlying Systems and Networks (= Progress in Epileptic Disorders. Vol 2). Libbey Eurotext, Montrouge/Esher 2006.
- mit Simon D. Shorvon, Renzo Guerrini (Hrsg.): The Causes of Epilepsy. Common and Uncommon Causes in Adults and Children. Cambridge University Press, Cambridge/New York/Melbourne u. a. 2011.